# Bevons
Bevons ist eine französische Gemeinde mit 256 Einwohnern (Stand 1. Januar 2022) im Département Alpes-de-Haute-Provence in der Region Provence-Alpes-Côte d’Azur. Sie gehört zum Arrondissement Forcalquier und zum Kanton Sisteron. Die Bewohner nennen sich die Bevonnais.

## Geografie
Im Süden verläuft der Fluss Jabron an der Grenze zu Valbelle und durchquert im Südwesten auch die Gemarkung von Bevons. Die weiteren angrenzenden Gemeinden sind Noyers-sur-Jabron im Westen, Ribiers im Norden und Sisteron im Osten.

## Bevölkerungsentwicklung
| Jahr      | 1962 | 1968 | 1975 | 1982 | 1990 | 1999 | 2008 | 2016 |
| --------- | ---- | ---- | ---- | ---- | ---- | ---- | ---- | ---- |
| Einwohner | 98   | 79   | 89   | 91   | 115  | 132  | 164  | 235  |

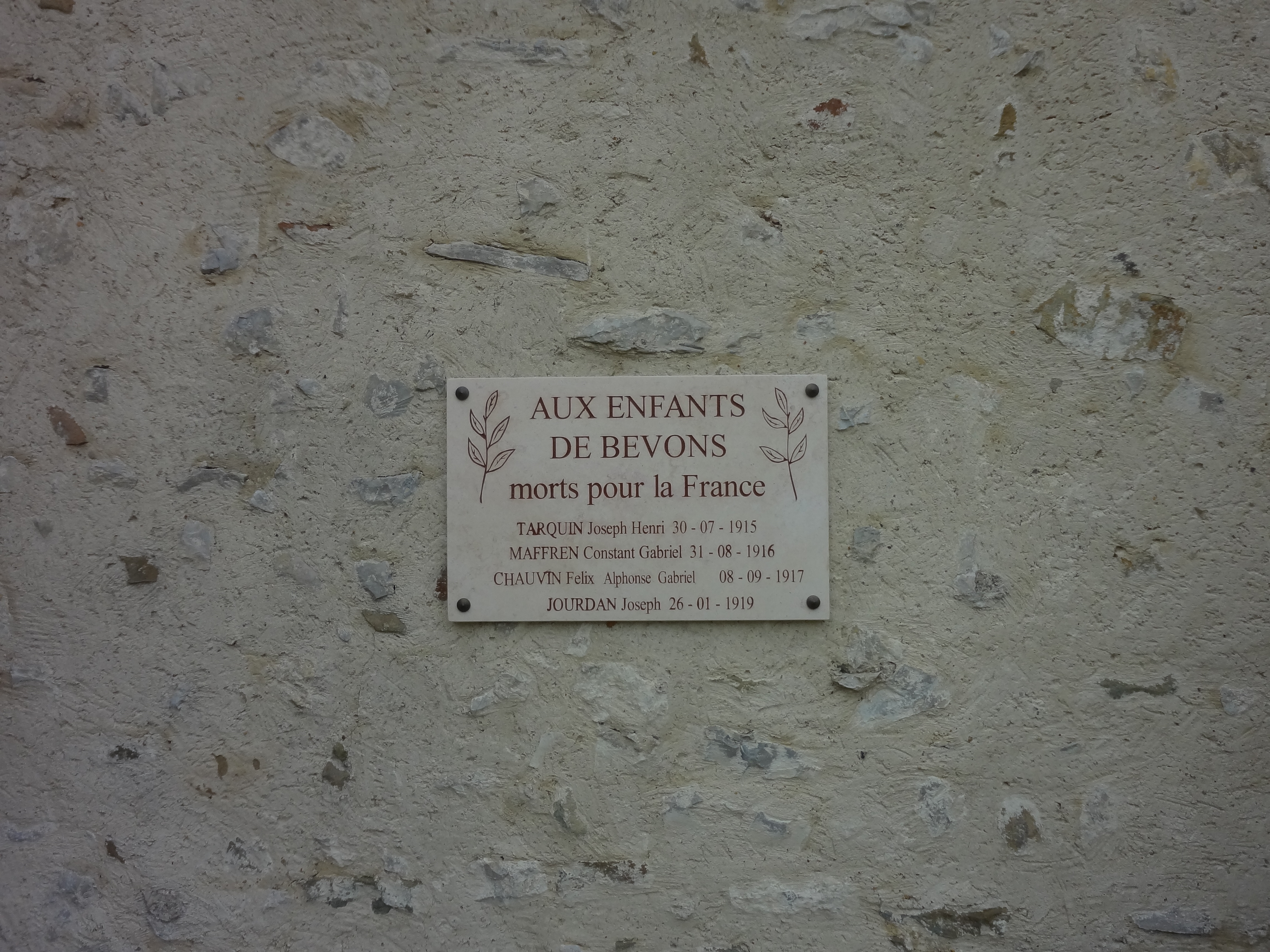
Denkmal für Gefallene im Ersten Weltkrieg
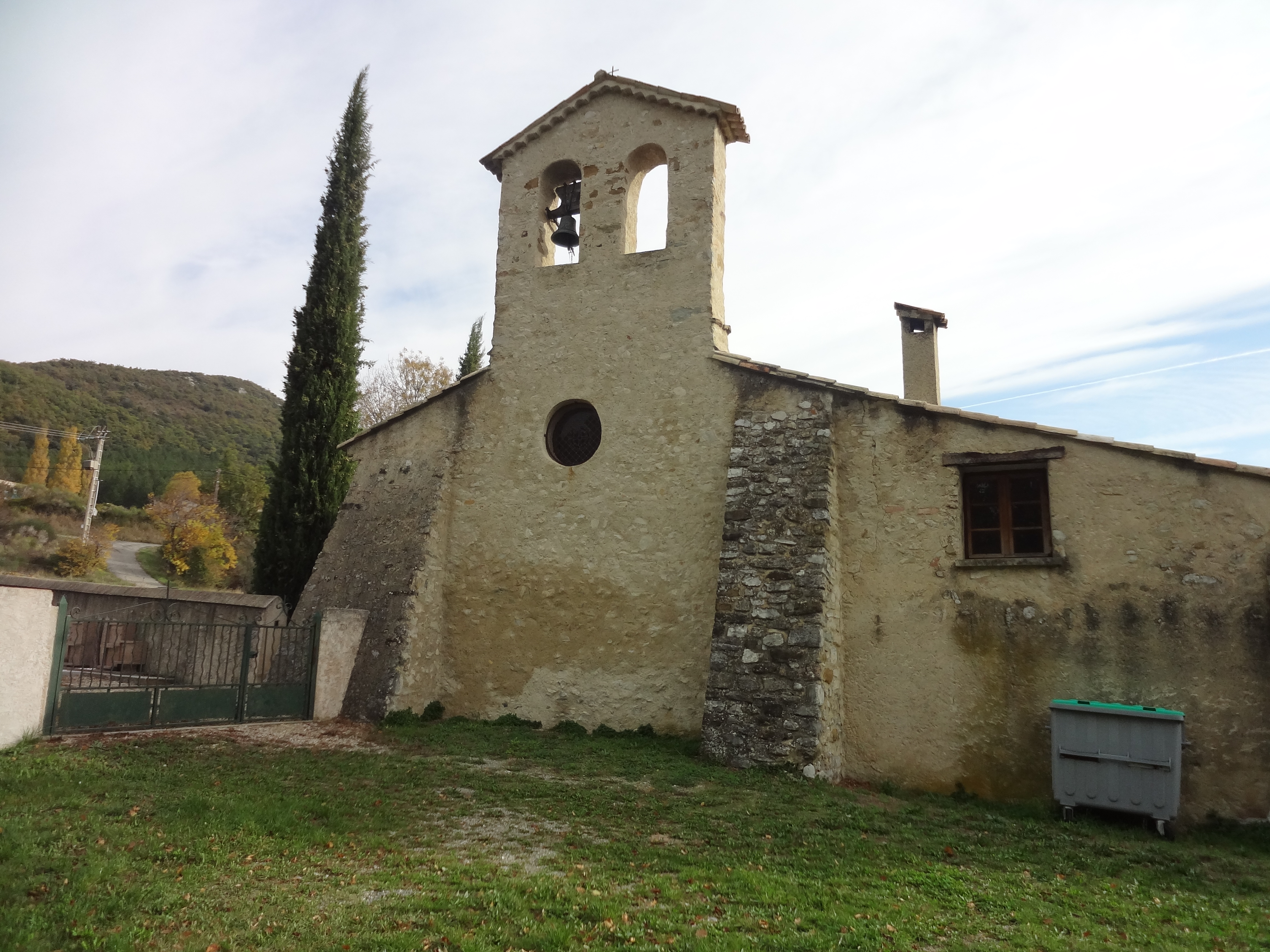
Kirche Saint-Gervais-Saint-Protais
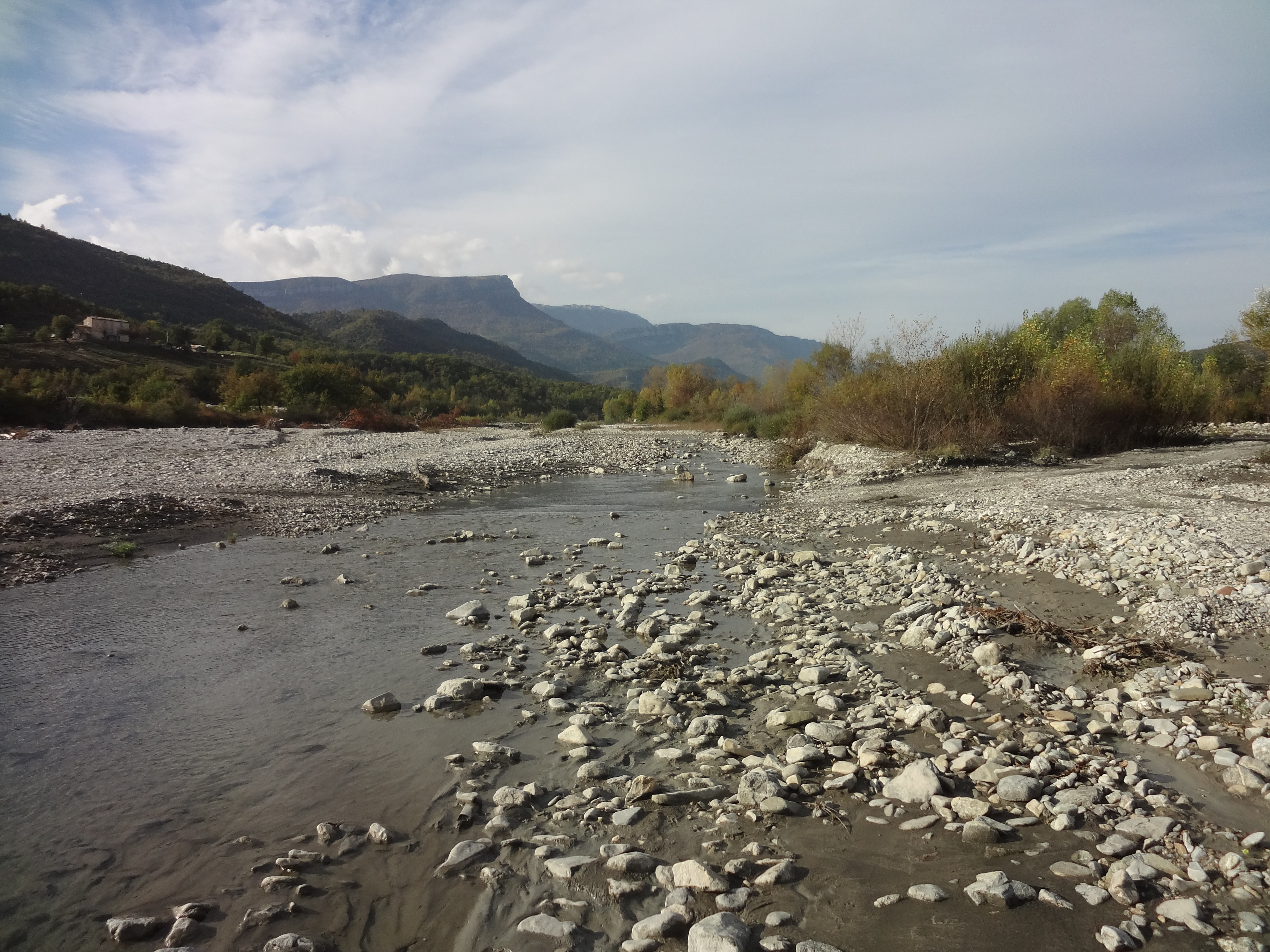
Der Fluss Jabron bei Bevons